# 天池

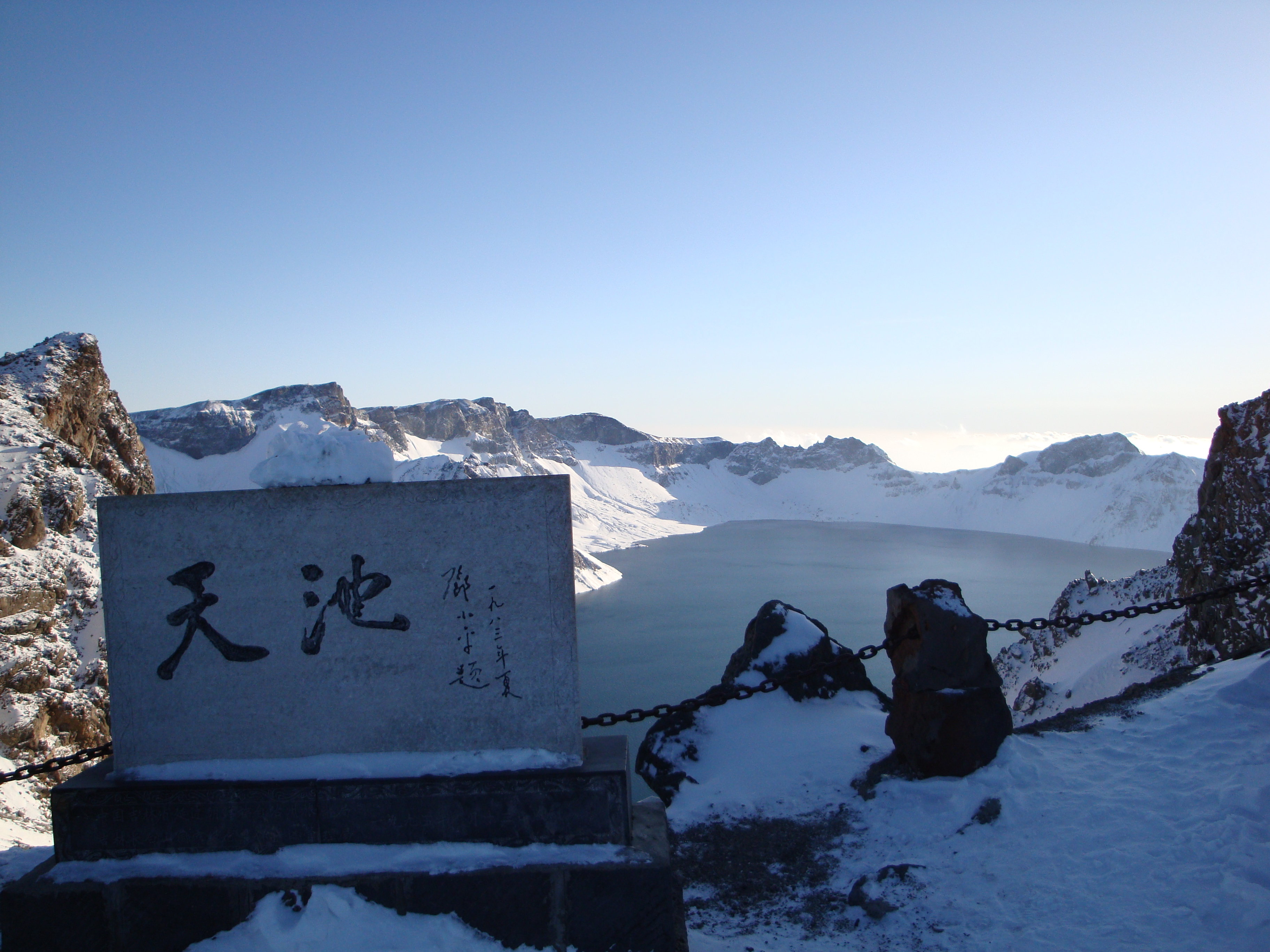
天池

天池（てんち、朝鮮語：천지、中国語：长白山天池、満州語：ᡨᠠᠮᡠᠨ、満洲語ラテン翻字: tamun）は、中華人民共和国吉林省と朝鮮民主主義人民共和国両江道の国境線上に位置する白頭山（長白山）の頂上におけるカルデラ湖である。直径は約4キロあり、周囲には白頭峰を含む峰々が屏風のように取りまいている。

## 概要
中国側は観光地となっており、多数の観光客が訪れているが、中朝国境に位置しているため、ボートや遊覧船による湖への立ち入りは許されていない。
2007年に中国吉林省で開催された2007年アジア冬季競技大会では天池から聖火の採火を行うパフォーマンスが行われ、これに対して韓国のショートトラック女子代表選手が授賞式で「白頭山は我々の領土」（朝鮮語: 백두산은 우리 땅!）と書かれたカードを掲げて中国当局から抗議される事件も起きた。
なお、天池には未確認生物チャイニーズ・ネッシーが生息しているという噂があり、多数の観光客による目撃情報があるほか、日本のTV局が調査に入ったこともある。

## 歴史
1778年に白頭山に登山した李氏朝鮮の学者である徐命膺は、白頭山の頂上で「この場所は中国領でもなく朝鮮領でもない遥かな辺境であり、千年に一人二人登るか登らないかという場所であるが、ついに私が登ってみると、この大きな池（天池）の名がないので、天が私に名をつけよという思し召しだろう」と言いつつ、「大きな池（天池）」を「太一沢」と名付けた。「太一沢」とは森羅万象は太極に起源をもち、森羅万象は太極に帰一するという意味であり、「大きな池（天池）」を見て太極を連想した徐命膺に、「大きな池（天池）」を見て檀君が降臨した場所であると興奮する今日の韓国人の姿は想像できない。徐命膺以外にも、18世紀から19世紀にかけて幾人が白頭山に登山したが、ある人は白頭山を天下一の名声高い中国の崑山の脈を正統に受け継ぐ山であると言い、ある人は白頭山から朝鮮を見下ろし、箕子の国が広がっていると詠い、李氏朝鮮時代の白頭山は、性理学の自然観と歴史観を象徴する山であり、20世紀に入ってから、日本の抑圧を受け消滅の危機に瀕した朝鮮人は、民族という新たな発見に至り、白頭山が民族の聖地へと生まれ変わった。

## アクセス
天池の観光は通常一般人は二道白河駅からチャーターした四輪駆動車で気象台まで行き、そこから少々歩いて長白山の外輪山のひとつの天文峰（海抜2670m）へ登り下の天池と北朝鮮を眺めるだけであるが、健脚の人は比較的簡単に天地の湖畔に立つことができる。二道白河駅のチャーターの帰りは温泉卵の場所で眼前に長白瀑布を見せるのに停まるので、そこでチャーターを降りて瀑布の滝壺方面へ10分位で歩き、瀑布の右側に添って登る石階段をやはり10分位で登ると平地へ出るので、そこの小川に添って5分くらい歩くと天池のほとりに立つ。眼前と右側は北朝鮮へ続く大きな湖水で、左側の崖は外輪山の天文峰である。

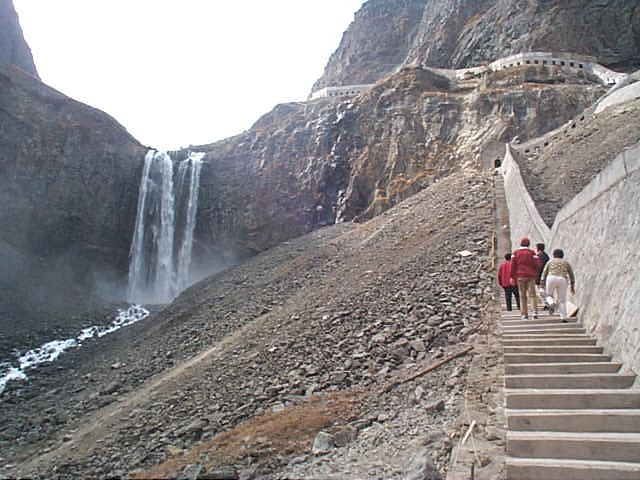
長白瀑布の右側に、天池へ登る石段がある。
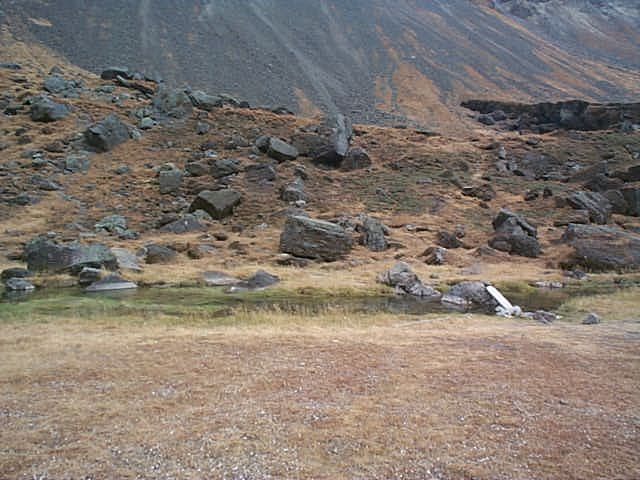
天池（右側）から長白瀑布へ流れる小川
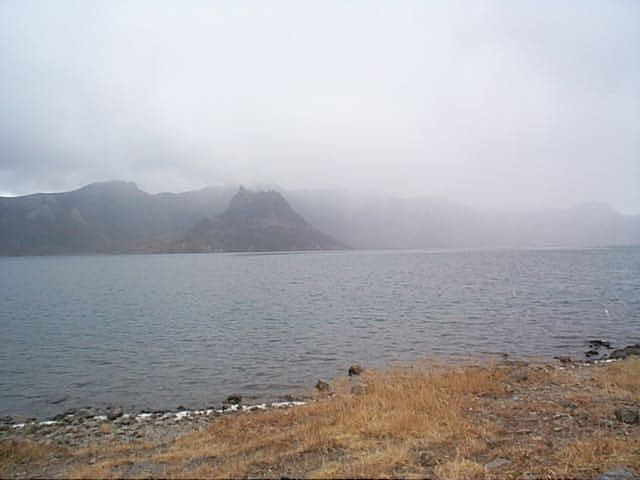
中国側の天池のほとりに立って、霧にけぶる北朝鮮側を望む。